# Joe Sturdivant
Joe Sturdivant (...) è un ex giocatore di football americano e allenatore di football americano statunitense, che ha giocato come safety.
Dopo aver giocato per la squadra universitaria statunitense degli SMU Mustangs ne diventa allenatore delle safety e dal 2008 passa a giocare in Europa, prima per gli austriaci Cineplexx Blue Devils, poi per i tedeschi Marburg Mercenaries, infine per gli italiani Elephants Catania (dei quali è anche allenatore). Successivamente si ritira dal football giocato e allena i Mercenaries. Torna per alcuni anni negli Stati Uniti, poi di nuovo in Europa sulla sideline dei Saarland Hurricanes, della nazionale belga e ancora dei Mercenaries. Dal 2020 torna nuovamente negli Stati Uniti.

## Palmarès
- 1 Mondiale (2011)